# LG G6
Das LG G6 ist ein Smartphone der G-Reihe von LG und Nachfolger des LG G5. Das LG G6 wurde während der MWC 2017 der Öffentlichkeit vorgestellt.

## Ausstattung
Es ist IP68-zertifiziert und ist somit staubdicht und bietet Schutz gegen dauerndes Untertauchen. Es gibt 3 Farbvarianten: Astro Black, Mystic White und Ice Platinum. Das Display ist ein 18:9 FullVision Display mit QHD+ Auflösung und unterstützt HDR10 und Dolby Vision™. Der Akku unterstützt Qualcomm Quick Charge 3.0, damit wird laut Hersteller in 35 Minuten auf 50 % geladen.

## Verfügbarkeit
Das LG G6 wurde im Sommer 2017 auf dem deutschen Markt eingeführt. Die UVP für das Gerät lag bei 749 Euro.

## Bewertung
„LG G6 macht im Test eine gute Figur: Die Verarbeitung ist spitze, das Smartphone liegt gut in der Hand und fühlt sich angenehm an. Das 5,7-Zoll-Display im 18:9-Format nutzt die eigentliche Gerätegröße gut aus. Zudem erweist sich das G6 trotz der Power als echter Langläufer. Leichte Kritik muss sich allerdings die Kamera gefallen lassen - wenn auch auf sehr hohem Niveau.“

„Das LG G6 ist ein wirklich gutes Smartphone. Leider hat LG bei dem Modell nicht so viel neu gedachtes gezeigt, wie noch bei dem G5 mit der Modularität. Nichtsdestotrotz ist beim G6 einiges neues dabei. Das Display mit deutlich schmaleren Rändern ist ein echter Hingucker und ist durch das 18:9 Format beim Multitasking auch richtig hilfreich. Das allgemeine Aussehen ist auch sehr gelungen, wie ich finde. Die Kameras sind sehr gut und bieten einiges zum entdecken. Die Weitwinkelfunktion bietet viel Platz zum ausprobieren. Die Bildqualität ist auch recht gut, bietet aber noch Platz nach oben. Der Akku ist recht langlebig und bietet Saft für den ganzen Tag. Die Performance ist auch ausreichend und kommt selten an ihre Grenzen.“